# Palazzina Reale delle Cascine
Le Palazzina Reale delle Cascine est un petit palais situé à Florence sur la piazzale delle Cascine.

## Histoire
Le Grand-Duc Pietro Leopoldo di Lorena, après avoir souhaité la transformation des Cascine des Médicis en parc public vers 1765, a voulu donner un signe de sa présence en faisant construire une nouvelle «Ferme grand-ducale», au centre de laquelle l'architecte Gaspare Maria Paoletti a conçu un casino résidentiel, qui a été remplacé presque immédiatement par le jeune élève Giuseppe Manetti (1785).

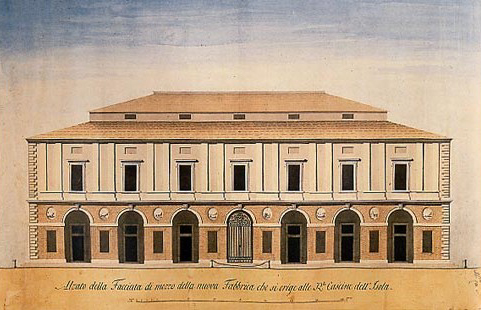
Giuseppe Manetti, projet final de la Palazzina Reale delle Cascine, 1787 (par rapport au bâtiment actuel, les fenêtres ont des pignons au lieu d'architraves)

Située au centre idéal du parc, la « Palazzina » a été construite à la place de trois bâtiments résidentiels avec annexes agricoles et a été conçue pour représenter la culture esthétique la plus avancée de l'époque.
Les travaux débutèrent en 1787 et le projet s'inspira dans un premier temps des villas palladiennes pour ensuite s'orienter vers des solutions plus typiquement néoclassiques, avec une double fonction de résidence «royale» (le Grand-Duché de Toscane bénéficiait d'un «traitement royal» dès l'époque du Grand Duc Cosme III de Médicis) et de centre d'exploitation agricole modèle, avec une organisation rationnellement moderne.
En 1791, le bâtiment fut terminé, mais Pietro Leopoldo n'eut pas le temps de le voir car entre-temps il était monté sur le trône impérial de Vienne, après la mort de son frère Giuseppe, de sorte que l'inauguration fut officialisée sous Ferdinand III de Lorraine.
La voirie autour du bâtiment a également été réaménagée à l'initiative de l'architecte Giuseppe Cacialli, régularisant l'ancien système de chemins et d'espaces verts.
Au XIXe siècle, la direction du domaine Cascine et Public Passeggi était logée dans le bâtiment, et une partie a été louée à l'italo-anglais Giacomo Thompson qui a fait construire à ses frais un toit moderne en fer et en verre dans la cour derrière le bâtiment pour accueillir la salle principale du Caffè Ristorante Doney qu'il a fondé. Au fil du temps, des bureaux pour la gestion du parc, l'École agricole pour femmes (1906), le Comité pour l'enseignement agricole colonial (1908) et les écoles de l'Institut forestier (1912) se sont ajoutés à ces usages dans le bâtiment et dans les bâtiments satellites. Ce dernier est devenu le noyau de l'Institut Supérieur des Forêts, qui en 1936 a été transformé en Faculté des Sciences Agricoles et Forestières de l'Université de Florence qui a toujours son siège dans la Palazzina.

## Description

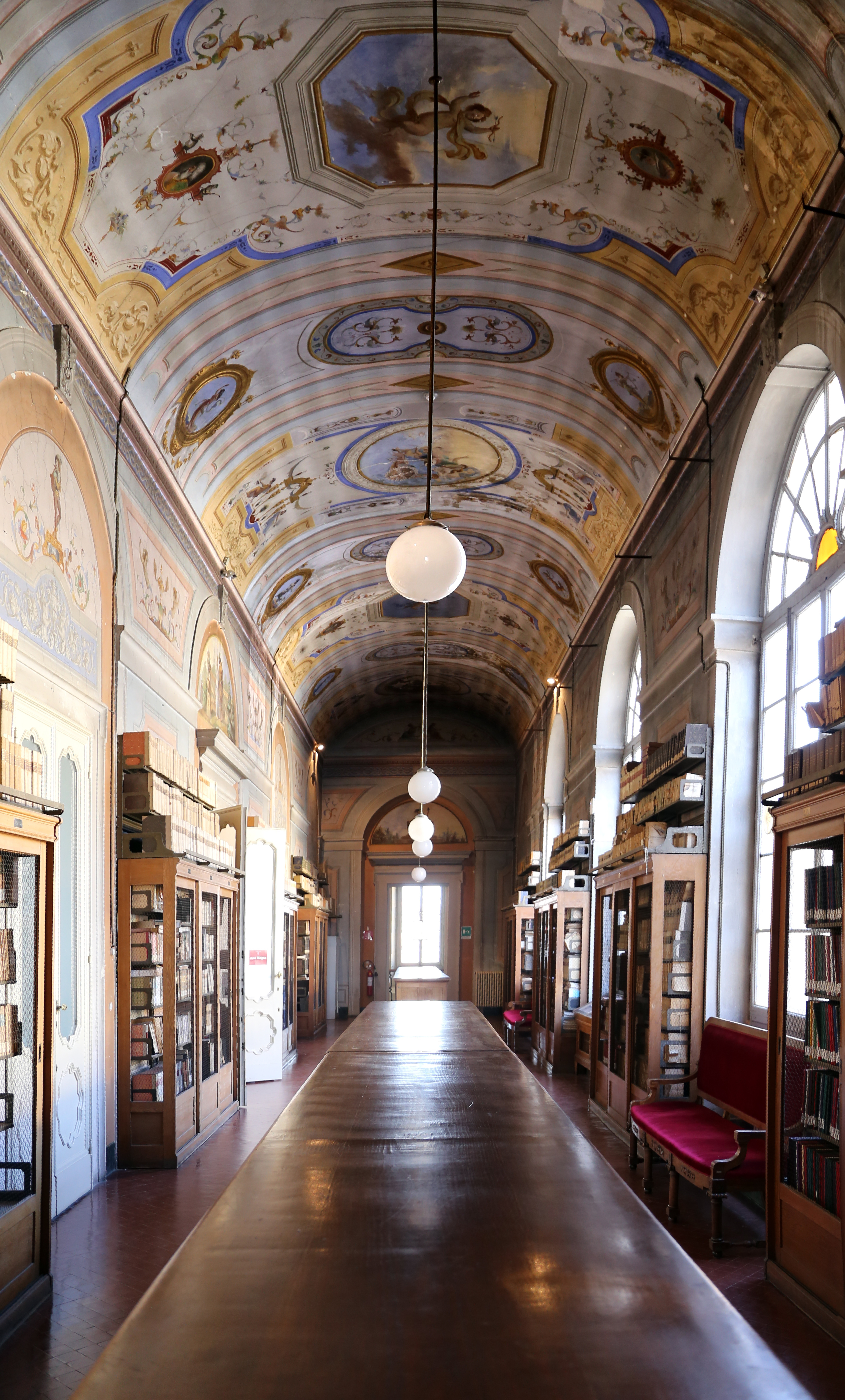
La galerie au premier étage

La façade du bâtiment domine la piazzale delle Cascine, scéniquement située sur un grand espace relié à la piazzale Kennedy (sur l'Arno) par un système quadrangulaire de parterres de fleurs avec un grand bassin d'une fontaine au centre.
Le bâtiment est réparti sur deux étages principaux. Au rez-de-chaussée, un portique en briques apparentes filtre le passage de l'extérieur vers l'intérieur. Les piliers massifs sont allégés par des ouvertures rectangulaires et des médaillons dans lesquels certaines activités liées à l'élevage bovin sont sculptées en bas-relief (dessiné par Giuseppe Manetti).
À l'étage supérieur, en correspondance avec chacune des sept arches du portique, ouvrent sept fenêtres à tympan, encadrées de pilastres. Certaines pièces du premier étage ont des fresques avec des sujets mythologiques, comme la Sala Pompeiana (fresque de Giuseppe Sorbolini de 1789), la Sala delle Feste (décorée par Luigi Mulinelli), la Sala di Flora, la Sala di Bacchus et la Galleria (décorée par Giuseppe Castagnoli pour les scènes et par Gaetano Gucci pour les ornements). Dans la galerie, aujourd'hui l'Aula magna, il y a des statues en plâtre à l'imitation du bronze, représentant des Bacchantes et œuvre de Luigi Acquisti.
Les deux bâtiments latéraux étaient à l'origine utilisés comme écuries (aux étages inférieurs) et granges (aux étages supérieurs). Sur l'arrière se trouvaient les habitations originaires des paysans.

## Galerie

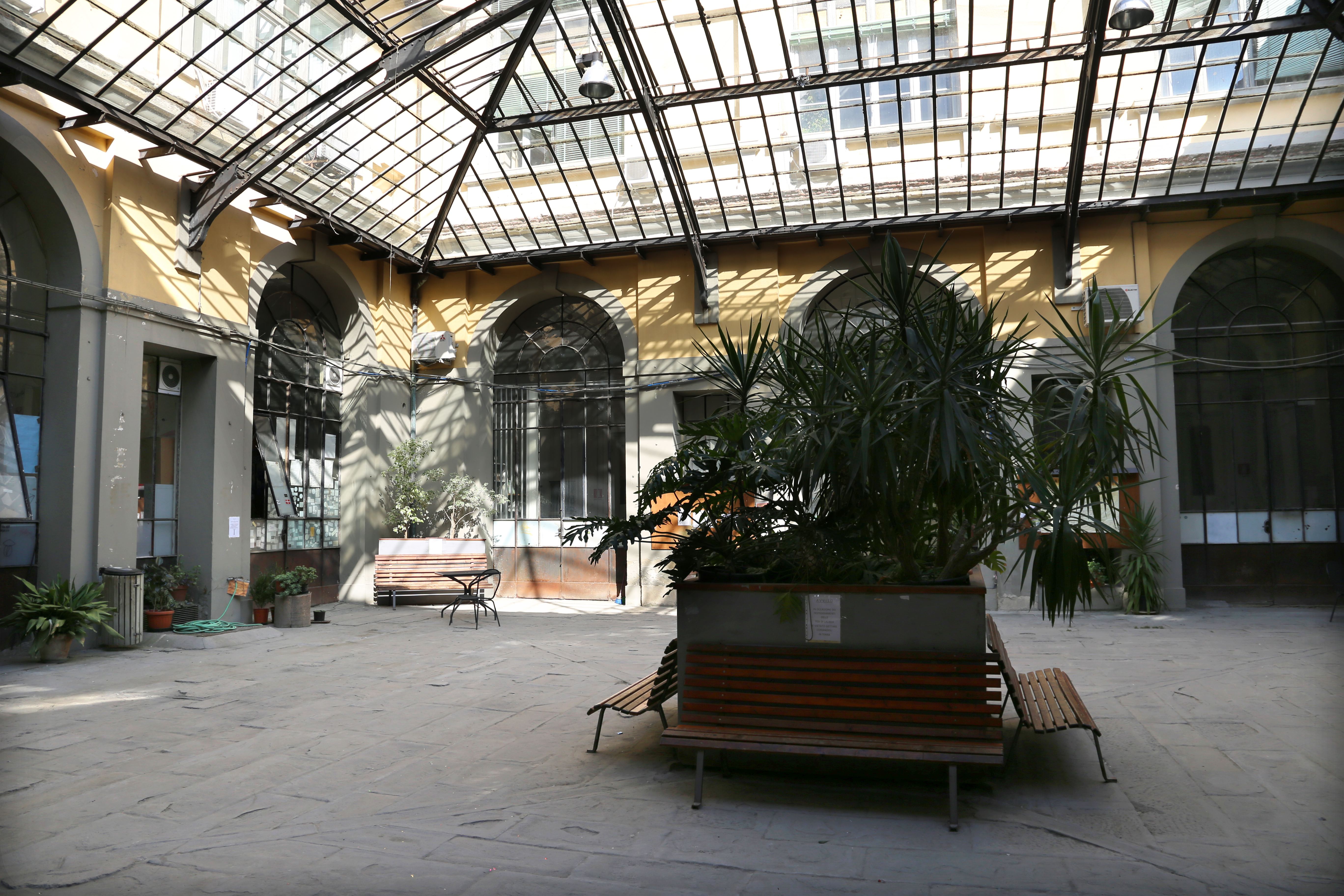
La Cour
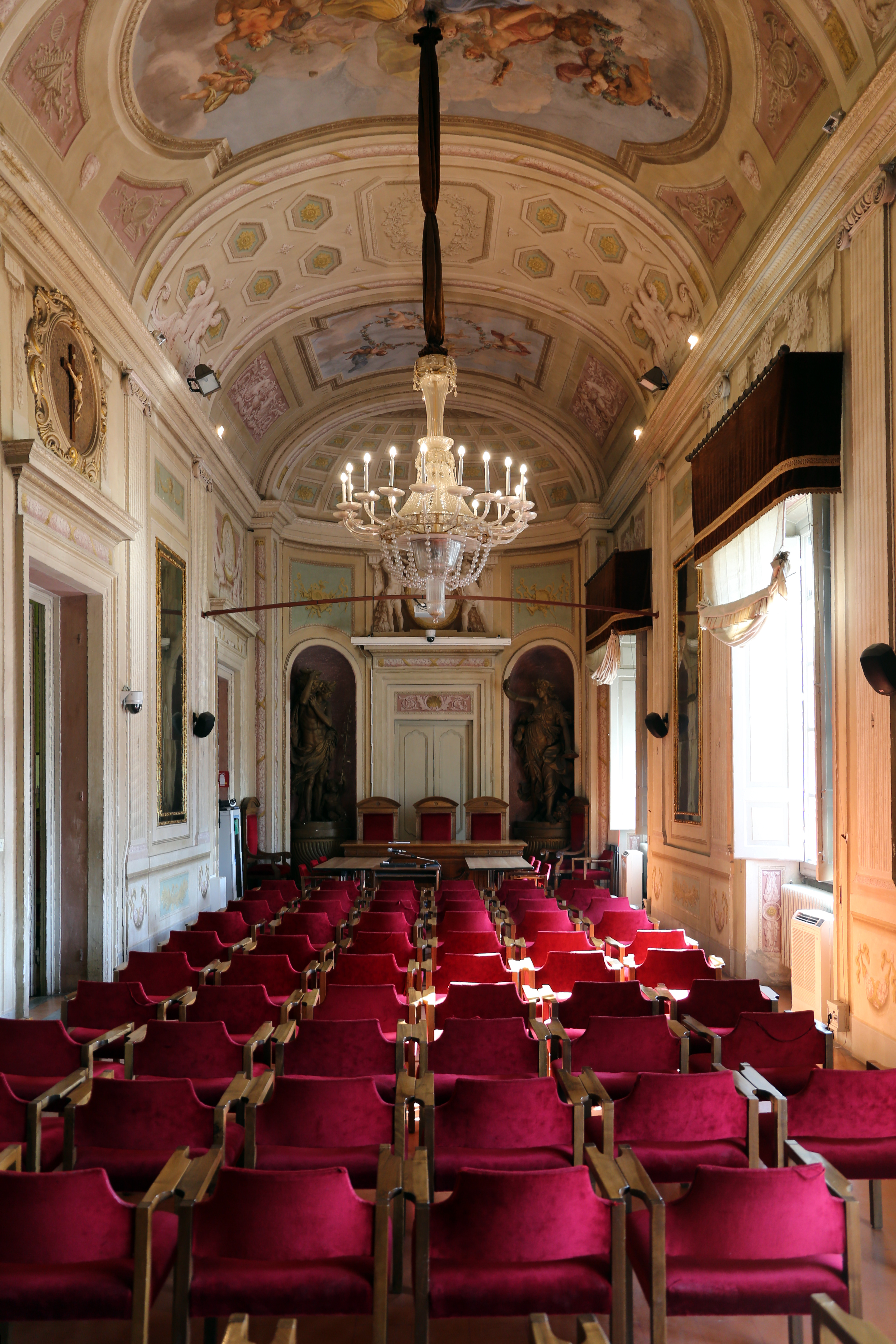
L'Aula Magna, anciennement la Galerie
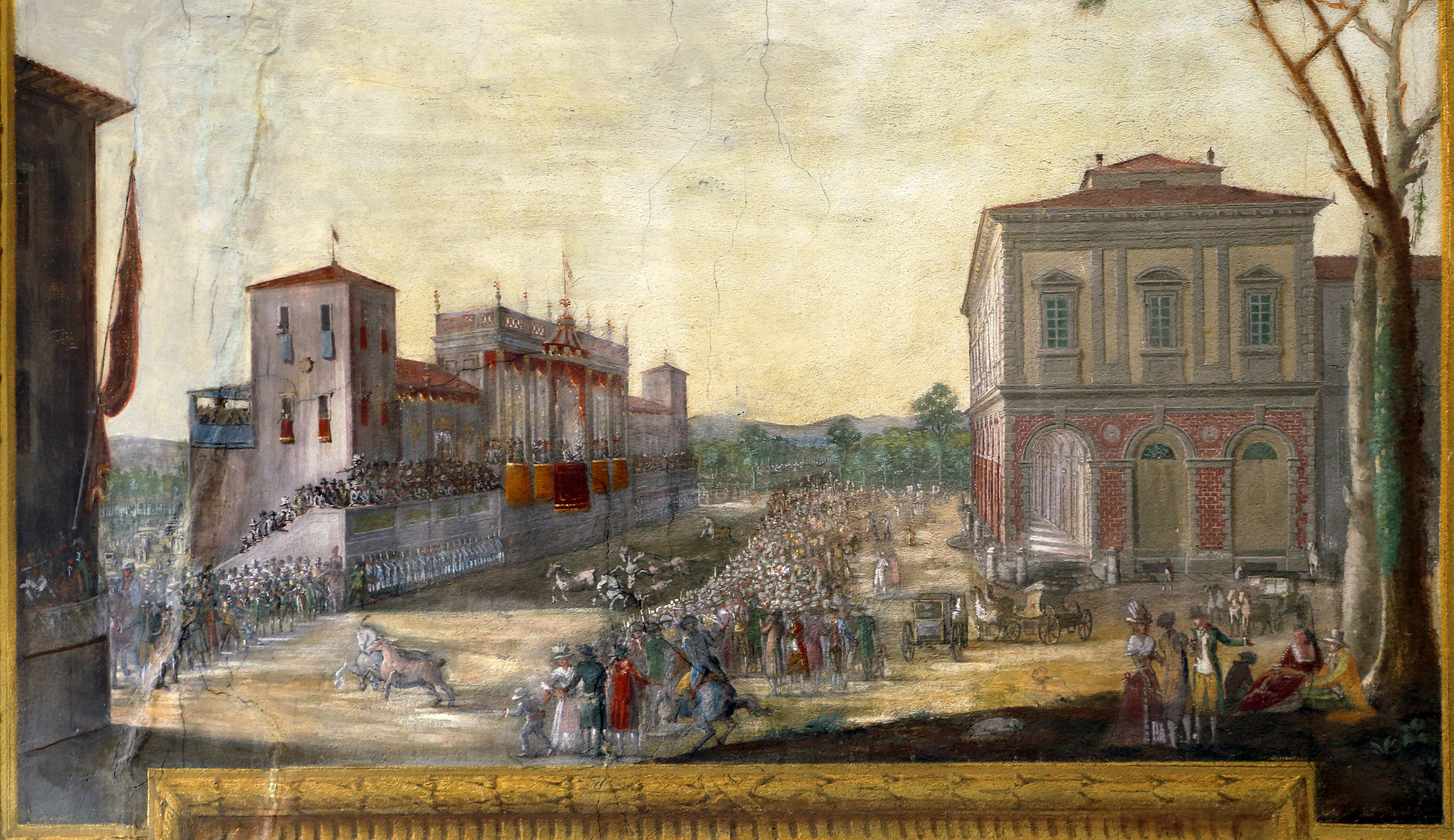
Vue du bâtiment et d'une scène temporaire devant une fresque du Salone delle Feste
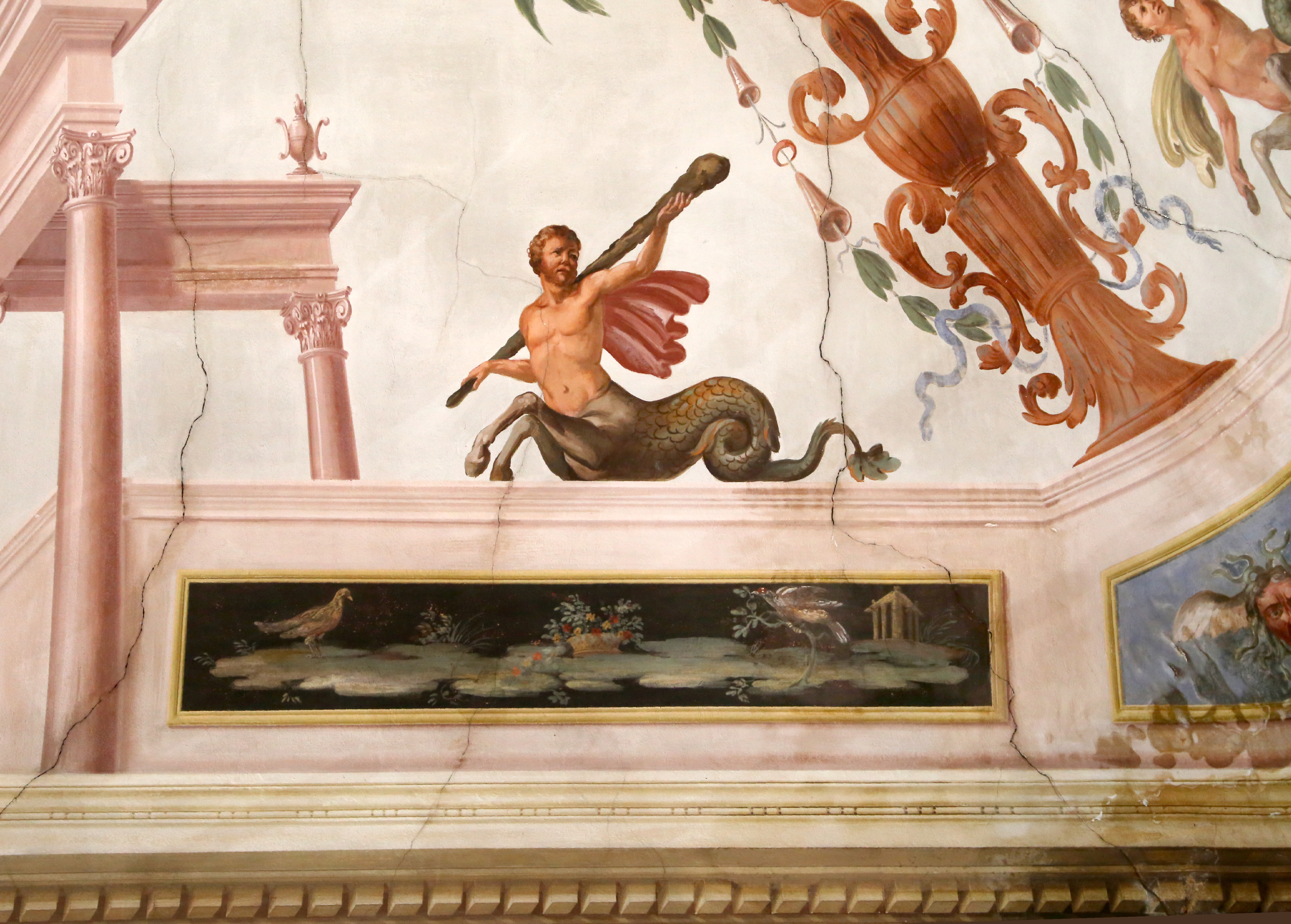
Décoration de la salle pompéienne, par Giuseppe Sorbolini